# ستيفن إيفانز (مجدف)
ستيفن إيفانز (بالإنجليزية: Stephen Evans) هو مجدف أسترالي، ولد في 24 سبتمبر 1962 في سيدني في أستراليا.

## وصلات خارجية
- ستيفن إيفانز على موقع الاتحاد الدولي للتجديف (الإنجليزية)
- ستيفن إيفانز على موقع اللجنة الأولمبية الدولية (الإنجليزية)
- ستيفن إيفانز على موقع أوليمبيديا (الإنجليزية)
- ستيفن إيفانز على موقع اللجنة الأولمبية الأسترالية (الإنجليزية)